# Death Strike
Death Strike ou Deathstrike é uma banda de death metal dos Estados Unidos.